# Nicolas Mahut
Nicolas Mahut (Angers, 1982. január 21. –) francia hivatásos teniszező. 2002-ben megnyerte a junior wimbledoni teniszbajnokságot. Eddigi karrierje során két egyéni ATP-döntőbe jutott be, mindkétszer füves talajon. Párosban három tornát nyert meg. 2010-ben minden idők leghosszabb mérkőzését vívta az amerikai John Isner ellen a wimbledoni torna első fordulójában.

## Karrierje

### Juniorként
1998-ban egyszerre volt a tizenöt–tizenhat és a tizenhét–tizennyolc éves korosztály bajnoka hazájában. 1999-ben megnyerte a legfontosabb juniorverseny, az Orange Bowl páros versenyét. 2000-ben a wimbledoni tenisztorna fiú egyes versenyének bajnoka volt. Az Australian Openen Tommy Robredóval párosban szerzett bajnoki címet.

### 2003–2005
2003-ban került be első alkalommal a világranglista első száz helyezettje közé. Metzben tornát nyert Julien Benneteau párjaként. 2004-ben francia bajnok lett a Paris Jean Bouin csapatának tagjaként. Arnaud Clément oldalán ismét győzni tudott Metzben, a BNP Paribas Mastersen és a US Openen pedig az elődöntőig jutott Julien Benneteau párjaként. 2005-ben ismét megnyerte a francia bajnokságot, két kisebb tornán győzött párosban, és több döntőt játszott.

## Stílusa
Játékát szerva-röptézésre építi.

## ATP-döntői

### Egyéni
| Tornagyőzelmek (Egyéni) |
| Grand Slam (0)          |
| Tennis Masters Cup (0)  |
| ATP Masters Series (0)  |
| ATP Tour (0)            |

#### Elvesztett döntői (2)
| No. | Dátum            | Helyszín                                               | Borítás | Ellenfél a döntőben | Eredmény a döntőben |
| 1.  | 2007. június 17. | Queen’s Club Championships, London, Egyesült Királyság | Fű      | Andy Roddick        | 6–4 6–7 6–7         |
| 2.  | 2007. július 15. | Newport, Egyesült Államok                              | Fű      | Fabrice Santoro     | 4–6 4–6             |

### Páros

#### Győzelmei (2)
| No. | Dátum             | Helyszín                     | Borítás | Partner               | Ellenfelei a döntőben               | Eredmény a döntőben |
| 1.  | 2003. október 5.  | Metz, Franciaország          | Kemény  | Julien Benneteau      | Michaël Llodra / Fabrice Santoro    | 7–62 6–3            |
| 2.  | 2004. október 17. | Metz, Franciaország          | Kemény  | Arnaud Clément        | Ivan Ljubičić / Uros Vico           | 6–2 7–610           |
| 3.  | 2009. október 31. | Lyon, Franciaország          | Kemény  | Julien Benneteau      | Arnaud Clément / Sébastien Grosjean | 6–4 67–6            |
| 4   | 2021. június 12.  | Roland Garros, Franciaország | Salak   | Pierre-Hugues Herbert | Alexander Bublik / Andrey Golubev   | 4–6, 7–6(1), 6–4    |

#### Elvesztett döntői (3)
| No. | Dátum                | Helyszín                  | Borítás | Partner          | Ellenfelei a döntőben         | Eredmény a döntőben |
| 1.  | 2003. október 12.    | Lyon, Franciaország       | Szőnyeg | Julien Benneteau | Jonathan Erlich / Andi Rám    | 1–6 3–6             |
| 2.  | 2004. július 11.     | Newport, Egyesült Államok | Fű      | Gregory Carraz   | Jordan Kerr / Jim Thomas      | 3–6 7–65 3–6        |
| 3.  | 2007. szeptember 30. | Bangkok, Thaiföld         | Kemény  | Michaël Llodra   | S. Ratiwatana / S. Ratiwatana | 6–3 5–7 7–10        |